# Gerard Bacot

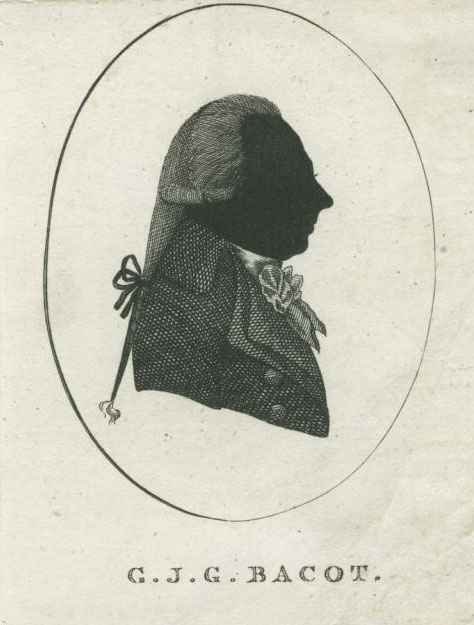
Silhouette van Gerard Jacob George Bacot (1743-1822) uit 1799

Gerard Jacob Georg (Gerard) Bacot (1743-1822) was een Nederlands predikant, patriot, parlementariër en rechter.
De uit Doornik afkomstige Bacot studeerde aan de Universiteit Groningen, waar hij in 1768 promoveerde. Hij vestigde zich in 1770 als gereformeerd predikant in het Groningse Eenrum. Als vooraanstaand patriot richtte hij diverse vrijkorpsen op in de Ommelanden. Ook elders in het land sprak hij leden van de vrijkorpsen toe. Na het ingrijpen van Frederik Willem II van Pruisen in 1787 werd hij voor eeuwig verbannen uit Groningen. Hij had zelf al de wijk genomen naar Burgsteinfurt, waar hij zijn verdediging schreef tegen het besluit van de Staten van Groningen. Groningen verzocht zonder resultaat om zijn uitlevering. Op zijn hoofd was een prijs van duizend gulden gezet. Als signalement werd gegeven: zwart van uitzicht, bleek met een abbépruikjen, knikkebeenend en dun van beenen. Vervolgens vertrok hij naar Duinkerke. In deze plaats fungeerde hij als predikant voor de uitgeweken patriotten. Hij vertaalde het geschrift van de populaire revolutionair Anacharsis Cloots De algemeene republiek, of Aanspraak aan de ombrengers der dwingelanden, maar nam in het voorwoord stelling tegen diens anti-godsdienstige denkbeelden. Ook gaf hij in deze periode Vaderlandsche liederen uit.
Bacot keerde in 1795 terug naar Groningen en participeerde zowel het provinciale bestuur als in het nationale parlement. Na zijn studie rechten stopte hij met zijn werk als predikant en werd rechter in Groningen en Den Haag.
Bacot was in 1771 gehuwd met Abelina Johanna Entrup uit Groningen. Dit huwelijk werd na een geruchtmakend proces ontbonden.